# Durval Guimarães
Durval Ferreira Guimarães  (Santos, 14 de julho de 1935 - São Paulo, 23 julho de 2022) foi um desportista e dirigente brasileiro do tiro esportivo.

## Carreira
Durval Guimarães representou o país em cinco Olimpíadas, em 1968, 1972, 1976, 1980 e 1984, foram 5 Olimpíadas consecutivas. Sua melhor posição olímpica foi o 9° lugar no rifle 50m, em 1976.

### Recordes
- Mais de 60 títulos brasileiros
- 9 Pan-americanos
- Participação em 5 campeonatos mundiais
- Participação em 5 olimpíadas consecutivas

### Projetos
Em 20 de fevereiro de 1994 participou da fundação da ADDG - Associação Desportiva Durval Guimarães que atualmente situa-se no bairro da Vila Maria em São Paulo, onde existem dois estandes de tiro (um com 25m para todos calibres e outro com 5 postos de tiro de ar comprimido). Ela é filiada à Federação Paulista de Tiro Esportivo e a Federação Paulista de Tiro Prático.